# Фёдоров, Семён Андреевич
Семён Андре́евич Фёдоров (1860—1934) — инженер-механик, инженер-текстильщик, гласный Московской городской думы, действительный статский советник, заслуженный профессор, директор Московского технического училища.

## Биография
Родился 2 (14) февраля 1860 года в селе Ляда Тамбовского уезда Тамбовской губернии. Его отец — крепостной крестьянин, токарь по ремеслу — отпущенный на волю, переехал с семьёй в Тамбовскую губернию, где устроился работать на маленькую суконную фабрику помещика Замятина, где изучил суконное дело, ткачество, крашение и отделку и стал купцом 2-й гильдии.
В 1881 году окончил с отличием Императорское Московское техническое училище, где учился с 1872 года. Был оставлен на кафедре технологии волокнистых веществ для подготовки к профессуре. В 1883 году занял место директора Раменской мануфактуры. В 1887 году после защиты диссертации «Исследование о кардочесании хлопка» получил звание учёного инженера-механика и вернулся в Московское техническое училище, на должность доцента кафедры технологии волокнистых веществ.
В 1889 году, после пожара на Реутовской мануфактуре стал её директором и начал восстановление мануфактуры; вновь отстроил её, оборудовал и организовал производство. В 1892 году был приглашён на должность директора Большой Ярославской мануфактуры — крупнейшего прядильно-ткацкого производства России. Здесь он организовал опытную лабораторию и контрольно-испытательную станцию, поставив производство на надлежащую высоту; после демонстрирования на Всероссийской Нижегородской выставке в 1896 году эти нововведения распространились и на другие фабричные производства. Он уделял также внимание социальной политике на мануфактуре: его стараниями была увеличена заработная плата, улучшены санитарные, пожарные и жилищные условия рабочих, благодаря ссудам на постройку собственных домов; устроен театр, организованы чтения, созданы ясли. Исполняя обязанности директора Большой Ярославской мануфактуры, он был также членом Ярославской думы, членом губернского по фабричным делам присутствия и членом разных общественных учреждений.
В 1898 году вернулся в Москву и в Московском техническом училище устроил лабораторию, одну из лучших в России. Стал инициатором реорганизации кафедры технологии волокнистых веществ в Институт механической технологии волокна, который был открыт при училище в 1902 году. В 1902—1905 годах был профессором и директором училища. С 1906 по 1918 гг. был одновременно и профессором Московского технического училища, и директором Комиссаровского технического училища.
В 1905 году был выбран гласным Московской городской думы. 
Неоднократно приглашался министерством финансов в различные комиссии. Был инициатором и учредителем общества для содействия мануфактурной промышленности в Москве.
Был инициатором и основателем Московского прядильно-ткацкого училища — первого в России текстильного учебного заведения, преобразованного в 1919 году в техникум, а в 1920 году в Московский практический текстильный институт, где он с 1930 года до конца жизни состоял профессором. По его инициативе было открыто технологическое отделение при Московском промышленном училище (позднее — Химико-технологический институт им. Д. И. Менделеева).
С. А. Фёдоров — организатор кафедры текстильного машиностроения Московского высшего технического училища, один из основоположников производства текстильных машин, автор ряда стандартов в текстильной промышленности, почётный член Политехнического общества. Он является также одним из организаторов и председатель (в 1908—1918 гг.) Общества содействия успехам опытных наук и их практических применений имени Х. С. Леденцова. Председатель экспертной комиссии Леденцовского общества по технологии волокнистых веществ; председатель льняного комитета России. 
Фёдоров был заслуженным профессором в МВТУ до 1930 года. 
Умер в Москве в 1934 году. Похоронен на 6-м участке Введенского кладбища.

## Труды
С. А. Фёдоров — автор трудов в области механической технологии волокнистых веществ, особенно льна. 
- Технология волокнистых веществ : По лекц[иям] пр[оф]. С. А. Федорова : Курс 2, специальный за 1891 и 92 г. Отд. 1-6. — Б.м., 1891—1892. — 6 т.;
- О трепании вообще и о различных конструкциях современных трепальных машин : Докл. О-ву для содействия улучшению и развитию мануфактур. пром. в заседании 25 нояб. 1890 г. инж.-мех. С. А. Федорова. — [Москва] : тип. Е. Гербек, ценз. 1891. — 31 с., 2 л. черт.; 25. — (Известия Общества для содействия улучшению и развитию мануфактурной промышленности; Т. 1, ст. 7).
- Значение и труды Н. А. Умова в Обществе содействия успехам опытных наук и их практических применений (им. Х. С. Леденцова) : Речь засл. проф. С. А. Федорова. — Москва : типо-лит. т-ва И. Н. Кушнерев и К°, 1916. — 50 с.;
- Сукноделие : Лекции доц. С. А. Федорова / ИТУ. — [Москва], 1890-91. — 175 с.;
- Памяти Федора Михайловича Дмитриева / С. А. Федоров. — Москва : тип. П. П. Брискорн, 1882. — 32 с.;
- Курс крашения и печатания : 4-го класса Школы колористов / Сост. С. Федоров. — [Б. м.] : [б. и.], [19--]. — 280 с., 5 л. ил. : ил.;
- Общий обзор хлопчатобумажной промышленности [Текст] / [С. А. Федоров]. — Москва : Типография Елизаветы Гербек, 1896. — 11 с.;
- Курс ситцепечатания и крашения Колористического отделения Иваново-Вознесенского техникума [Текст] / Сост… С. А. Федоров. — [Б. м.] : [б. и.], [19--]. — 449 с. разд. паг.;
- Учение о хлопке / Проф. С. А. Федоров. — Москва ; Ленинград : Гизлегпром, 1934 (Л. : тип. им. Володарского ;).
- Учение о хлопке. Ч. 1-2 / Проф. С. А. Федоров. — Москва ; Ленинград : Гизлегпром, 1934 (Калуга : тип. Мособлполиграфа ;). — 2 т.;
- Текстильная промышленность / Проф. С. А. Федоров. — Москва : Центр. науч.-техн. клуб. профсоюзов, 1922. — 26 с.; 17 см. — (Систематические программы лекций по отдельным отраслям знания и производства. С приложением указателей рекомендуемой литературы; № 5).
- Механическая технология волокнистых веществ : Бумагопрядение : Курс, чит. в Имп. Техн. уч-ще в 1901 г. / Проф. С. А. Федоров. — Москва : лит. О-ва распространения полез. книг, 1901. — 766, II с.;
- Об устройстве прядильно-ткацкой школы / [Соч.] С. А. Федорова. — Санкт-Петербург : тип. Ю. Н. Эрлих, 1891. — 16 с.;
- Руководство по белению, крашению и печатанию хлопчатобумажных, шерстяных и шелковых изделий / Инж.-техн. С. А. Федоров, препод. Иваново-Вознесенск. практич. ин-та С предисл. проф. П. П. Викторова. — Москва : Кн. отд. Гос. универсального маг., 1923. — IV, 308 с. : черт.;
- Механическая технология волокнистых веществ / издание ученаго инженер-механика С. А. Федорова, проф. Императорскаго Московскаго техническаго училища. — Москва : тип. Г. Лисснера и А. Гешеля, преемн. Э. Лисснера и Ю. Романа, 1901-.
- О постановке преподавания технологии волокнистых веществ в технических учебных заведениях : Доложено в заседании Комис. при О-ве для содействия улучшению и развитию мануф. пром-сти по составлению и рассмотрению устава и пл. Моск. пряд.-ткац. уч-ща / [Соч.] Проф. С. А. Федорова; О-во для содействия улучшению и развитию мануфак. пром-сти. — Москва : Русская типо-лит., ценз. 1898. — 11 с.;
- Об испытании пряжи : Определение достоинства пряжи и техническая оценка ее, как товара / [Соч.] Ученого инж.-мех. С. А. Федорова, проф. Техн. уч-ща, дир. Бумагопряд. и ткац. мануфактуры. — Москва : тип. Е. Гербек, 1897. — [4], 92 с., 16 л. ил.; 25. — (Известия Общества для содействия улучшению и развитию мануфактурной промышленности; Т. 3, ст. 10).
- Об испытании пряжи : Определение достоинства пряжи и техническая оценка ее, как товара / [Соч.] Учен. инж.-мех. С. А. Федорова, проф. Имп. Техн. уч-ща, дир. бумагопрядильной и ткацкой мануфактуры. — Москва : тип. Е. Гербек, 1897. — [4], 92 с. : табл., черт.;
- Всероссийская промышленная и художественная выставка (1896; Н. Новгород). Отчет о деятельности Станции для исследования хлопка, пряжи и тканей, устроенной и организованной по предложению «Общества для содействия улучшению и развитию мануфактурной промышленности» членом Общества, профессором С. А. Федоровым, директором Ярославской большой мануфактуры на Всероссийской художественно-промышленной выставке в Нижнем Новгороде 1896 года / [Сем. Федоров]. — [Москва], ценз. 1897. — 21 с., 6 л. табл.; 26. — (Известия Общества для содействия улучшению и развитию мануфактурной промышленности; Т. 4, ст. 4).
- Учение о хлопке / Проф. С. А. Федоров. — Москва ; Ленинград : Гизлегпром, 1934 (Л. : тип. им. Володарского ;). — 23х16 см. Ч. 2: Хлопковое волокно . — 1934. — 268 с.